# Адріан Сміт
Адріан Фредерік Сміт (англ. Adrian Frederick Smith); нар. 27 лютого 1957 у Хекні (англ. Hackney), робітничому районі Лондона) — британський рок-гітарист, музикант, художник, автор пісень, продюсер, насамперед відомий як один з трьох гітаристів популярного хеві-метал гурту Iron Maiden.

## Дитинство
Адріан Сміт народився 27 лютого 1957 року в Іст-Сайді, робітничому районі Лондона у сім'ї художника і декоратора. Він був третьою, наймолодшою дитиною у дуже релігійній сім'ї, причому його мати була ревною католичкою. Школа, яку він відвідував, була суто з релігійним ухилом, що для Великої Британії не є великою рідкістю. Релігійна освіта і виховання зробило великий вплив на м'який, у цілому, характер майбутнього музиканта. Його батьки працювали не покладаючи рук, щоб забезпечити своїм дітям достойне, на їх думку, місце у суспільстві. Малий Адріан не увібрав із материнським молоком любов до живопису, оформлення та інших художніх ухилів, хоча й малював непогано і навіть подавав батьку ідеї у оформленні логотипів для однієї молокопереробної компанії. Його цікавила музика. У тринадцять років за 50 пенсів він купив у магазині, який продавав вживані записи, платівку Бітлз, які у той час втрачали колишню популярність, і "заслухав її до дірок".

## Початок кар'єри
Перша купленна хард-рок-платівка була Machine Head гурту Deep Purple. Після її прослуховування, за словами музиканта, Адріан остаточнно ставить хрест на кар'єрі художника-оформлювача, попри явне незадоволення своїх батьків кидає школу і починає музичну кар'єру. Причому, насправді, він починав свою кар'єру як вокаліст, у гурті Дейва Меррея Evil Ways. Тільки потім він попутно, по-справжньому, опановує гітару, багато годин на день скніючи над дерев'яним грифом. Після школи настала довга низка зміни моторошних місць роботи. У той час як мрійливий підліток очікував часу, коли ж дивним чином почнеться його кар'єра, йому довелося попрацювати зварником-стажистом, підмайстром у червононодеревника, а також молочником.

## Urchin
Urchin уклали контракт з DJM і завели власного менеджера, задовго до того, як Iron Maiden вперше ввійшли до офісу EMI на Манчестер-Сквер. Адріану було всього 19, коли він уперше підписав контракт, не маючи жодного уявлення про бізнес. Все, про що він думав, це про ту хвилину, коли він поставить підпис у контракті, а в результаті він уклав серйозну угоду. Гурт отримав аванс у 5000 фунтів, який вони тоді ж витратили на покупку апаратури потужністю 1500 ват і «великого брудного сірого автобуса для музикантів і техніків», котрі в основному були приятелями гурту. Urchin відіграли близько ста концертів за рік. Перший сингл Urchin під назвою 'Black Leather Fantasy' вийшов у світ в 1978 році і отримав декілька непоганих рецензій у Sounds і Melody Maker, але продавався не так як хотілося. На кінець 1980 року Urchin зрештою розпався, і Адріан на деякий час приєднався до гурту, який грав у стилі глем-рок Broadway Brats, доки не вирішив, що це зовсім не те, чим би він хотів займатися.

## Iron Maiden
До гурту Стіва Гарріса Iron Maiden його запрошували ще у 1978 році. Але Сміт ввічливо відмовився, аргументуючи це  настійливою ідеєю прорватися зі своїм гуртом Urchin на значні концертні підмостки. Однак команда-початківець не мала менеджменту, а їх продюсерами були самі музиканти.
Перші пробні концерти з Адріаном Смітом почалися у концертному залі Marquee. 21 грудня 1980 року Сміт прийняв справжнє бойове хрещення у лондонському Rainbow Theatre. Концерт було знято на плівку, а пізніше на відеокасеті вийшов тридцятихвилинний фільм за матеріалами цього концерту.

### Killers
Другий студійний альбом Iron Maiden під назвою Killers (англ. Убивці) був логічним продовженням першого і в основному складався з композицій, які давно виконувалися музикантами. Це вже було дещо: Сміт, більш технічний і обдарований, ніж його попередник, приніс у звучання альбому мелодійність і м'якість.

### The Number of The Beast
Сміт написав композицію «22 Acacia Avenue», коли йому було вісімнадцять, але закінчив роботу над нею тільки через декілька років із різними складами свого гурту Urchin. Вельми дивно те, що вона зрештою стала піснею Maiden. Urchin виступали у місцевому парку — і грали «22 Acacia Avenue». Вона звучала цілком інакше, ніж та, яку пізніш виконали Iron Maiden. Цікавим було те, що Стів Гарріс опинився на цьому концерті, а під час написання матеріалу для нового альбому Стів згадав той концерт і запропнував Адріану переписати композицію для Iron Maiden.

### Somewhere in Time
Ідея написання альбому не раз приходила в голову Адріану ще у 1983, коли гурт здійснював світове турне на підтримку нового на той момент альбому Piece of Mind. Але провідна роль у виборі напрямку завжди належала Стіву Гаррісу і Адріану тут було складно знаходити компроміс. Але після, мабуть, найутомливіших в історії гурту гастролей 1984—1985 років в ідеях Стіва утворилася, так би мовити, діра, яку спробував заповнити Адріан, натхненний, до того ж, невичерпним творчим ентузіазмом Брюса Дікінсона. Причому, як заведено у більшості рок-музикантів, він не робив ніяких загальних накресленнь, таблитур, порядку акордів і іншого. Адріан просто записував сирі демо, а потім виносив їх на суд гурту. Ідея для пісні «Wasted Years» у нього виникла цілком випадково, коли він розважався з гітарним синтезатором. У цьому альбомі три композиції вийшли майже цілком з-під його пера: «Wasted Years», «Sea of Madness», "Stranger in a Strange Land". Загальний дух альбому вцілому просочений певною загадковістю. Гітарні синтезатори фірми Roland і клавішні вставки розбавили хард-рокове звучання і надали альбому неповторного та незвичайного для Iron Maiden звукового колориту. І це багато в чому заслуга Адріана.
Назву ж композиції «Stranger In A Strange Land» (англ. Чужий в країні чужих) Сміт запозичив із книги Роберта Хейнліна, творчість котрого зробила певний вплив і на деяких музикантів 60-х років.

## Сольні проекти
Першим проектом Адріана став гурт A.S.A.P, який грав суміш стилів рокабілі і хард-рок. Музика в корені відрізнялася від того, що Адріан робив у Iron Maiden. Запис альбому у 1989 році та гастролі з ним фактично стали причиною його офіційного звільнення з Iron Maiden. Альбом продавався не так, як того хотіли продюсери і проект розпався.

## Знов Iron Maiden

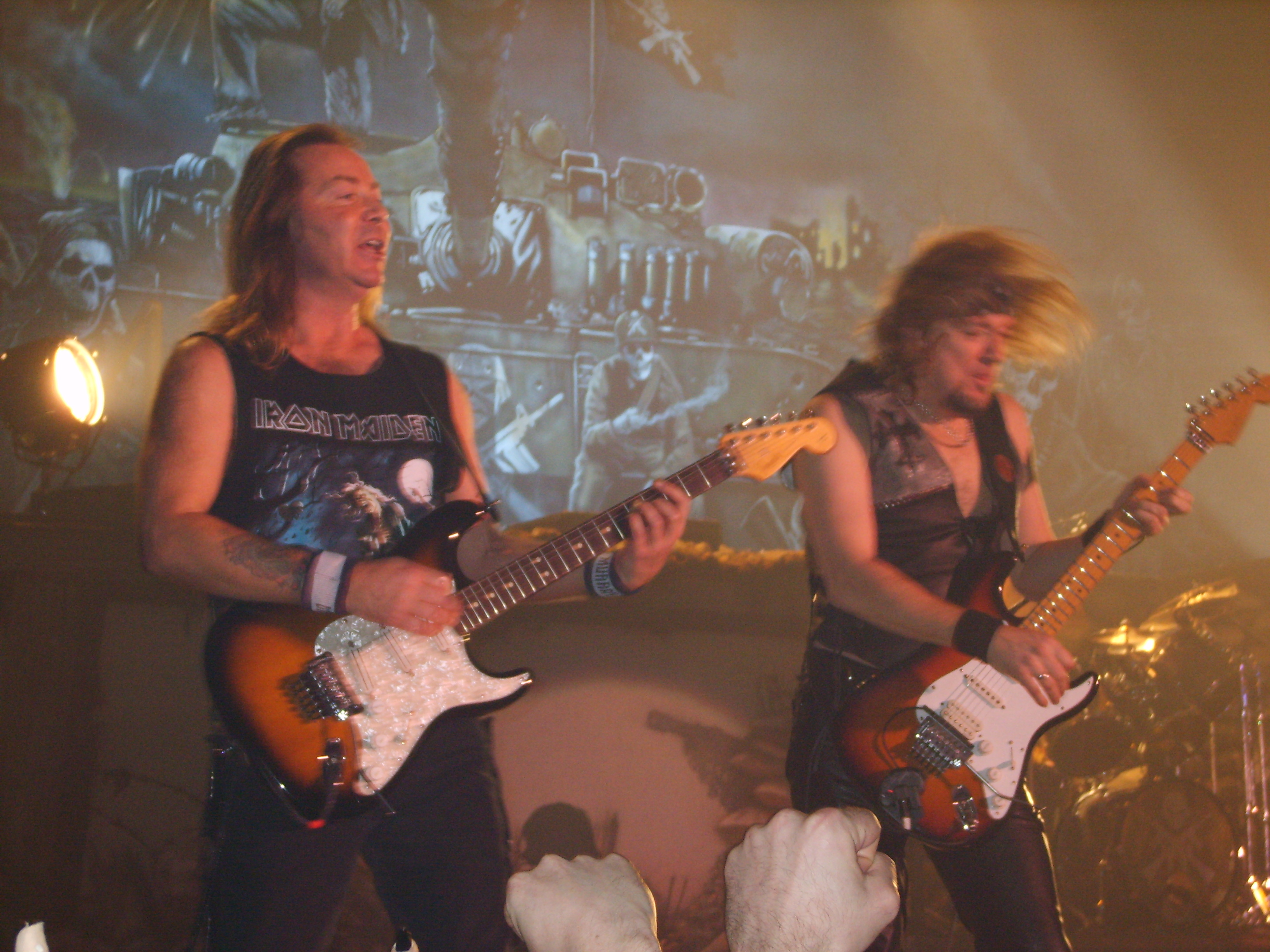
Адріан Сміт і Дейв Меррей на концерті

## Гітари і апаратура
Сміт воліє грати на струнах за принципом: легкий верх, тяжкий низ. Товщина струн: мі  — 09, сі  — 11, соль  — 16, ре  — 24, ля  — 36, мі  — 46.
Сміт надає перевагу грі на електрогітарах фірми Fender Stratocaster, хоча у багатьох епізодах своєї музичної кар'єри не відмовлявся використовувати інструменти інших виробників гітар, таких як Jackson, Ibanez Destroyer, Gibson Les Pauls, Gibson Explorer, Gibson SGs і Lado Guitars. Гітарна модель, на якій Адріан грав у пісні Aces high на відео Live after death - гітара фірми Lado. Раніше і після цього він більше ніколи нею не користувався. На DVD диску, який продавався як бонусний з альбомом 2006 року A Matter of Life and Death Сміт розповідає, що першою його гітарою, придбаною ним у 17 років за 235 фунтів стерлінгів була гітара Gibson Les Paul Goldtop. Щоб купити досить дорогий навіть за теперішніми часами інструмент, молодому музикантові довелося працювати майже ціле літо на будівельному майданчику.

## Дискографія

### Urchin
- Black Leather Fantasy (1977)
- She's A Roller (1977)
- Urchin (2004) - Best of/Compilation

### Iron Maiden
- Killers (1981)
- The Number of the Beast (1982)
- Piece of Mind (1983)
- Powerslave (1984)
- Live After Death (1985)
- Somewhere in Time (1986)
- Seventh Son of a Seventh Son (1988)
- Brave New World (2000)
- Rock in Rio (2002)
- Dance of Death (2003)
- Death on the Road (2005)
- A Matter of Life and Death (2006)

### A.S.A.P.
- Silver and Gold (1989)

### The Untouchables
- The Untouchables (1992) (Live)

### Psycho Motel
- State of Mind (1996)
- Welcome to the World (1997)

### Bruce Dickinson
- Accident of Birth (1997)
- The Chemical Wedding (1998)
- Scream for Me Brazil (1999) (Live)

### Появи як гостя
- Earthshaker (1983) — Earthshaker — «Dark Angel»
- Hear 'n Aid (1985) — «Stars»
- Rock Aid Armenia — The Earthquake Album (1989) — «Smoke on the Water»
- Iron Maiden — Live at Donington (1993) — «Running Free»
- Michael Kiske — Instant Clarity (1996) — «The Calling», «New Horizons»
- Humanary Stew: A Tribute to Alice Cooper (1998) — «Black Widow»
- «Various Artists» (2005)- Welcome to Nightmare: An All-Star to Alice